# Diaphorus ludibundis
Diaphorus ludibundis är en tvåvingeart som beskrevs av Octave Parent 1932. Diaphorus ludibundis ingår i släktet Diaphorus och familjen styltflugor. Inga underarter finns listade i Catalogue of Life.